# Kyrkoköpinge socken
Kyrkoköpinge socken i Skåne ingick i Skytts härad, uppgick 1967 i Trelleborgs stad och området ingår sedan 1971 i Trelleborgs kommun och motsvarar från 2016 Kyrkoköpinge distrikt.
Socknens areal är 5,08 kvadratkilometer varav 5,05 land. År 2000 fanns här 1 353 invånare.  En del av Trelleborg samt kyrkbyn Kyrkoköpinge med sockenkyrkan Kyrkoköpinge kyrka ligger i socknen. 

## Administrativ historik
Socknen har medeltida ursprung. 
Vid kommunreformen 1862 övergick socknens ansvar för de kyrkliga frågorna till Kyrkoköpinge församling och för de borgerliga frågorna bildades Kyrkoköpinge landskommun. Landskommunen uppgick 1952 i Gislövs landskommun som uppgick 1967 i Trelleborgs stad som ombildades 1971 till Trelleborgs kommun. Församlingen uppgick 2002 i Dalköpinge församling.
1 januari 2016 inrättades distriktet Kyrkoköpinge, med samma omfattning som församlingen hade 1999/2000.  
Socknen har tillhört län, fögderier, tingslag och domsagor enligt vad som beskrivs i artikeln Skytts härad. De indelta soldaterna tillhörde Södra skånska infanteriregementet, Skytts kompani och Skånska dragonregementet, Haglösa skvadron, Haglösa kompani.

## Geografi
Kyrkoköpinge socken ligger närmast öster om Trelleborg. Socknen är en odlad slättbygd på Söderslätt.

## Fornlämningar
Från stenåldern finns tre dösar, varav en långdös. 

## Namnet
Namnet skrevs 1303 Kirkykøpingæ och kommer från kyrkbyn. Efterleden innehåller köping, 'handelsplats'. Förleden är troligen tillagd för att skilja orten från Dalköpinge..